# 水坝

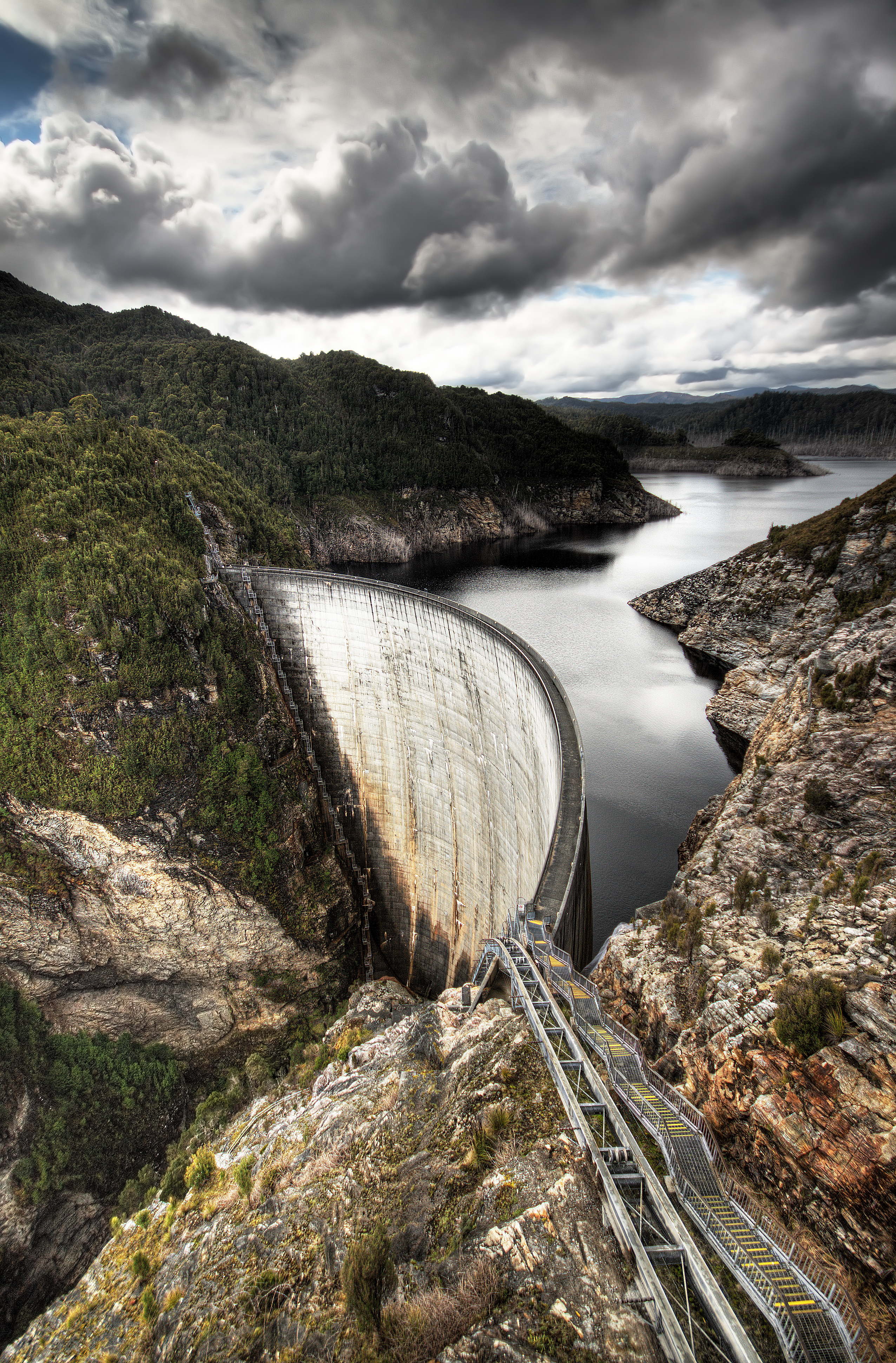
澳大利亚塔斯馬尼亞州的戈登坝，屬於拱坝

水壩（英语：Dam）是建筑在溪流、河流和河口的屏障，用来防止洪水泛滥、生产水力发电、储水作饮食或灌溉、工商業之用。在河流中上游建造的短距離人工高聳河堤的主要作用或功能並非防止水患，而是為了集結河水，把水匯集在堤前，將河谷淹没後形成水庫，现代的水坝主要有两大类：土石坝和混凝土坝。
簡言而之，堤壩之興建與水庫作用與原因相似，都是為了集結水源，而用意一般如下：
1. 灌溉、供水：為附近的地區提供自來水及灌溉用水。
2. 发电：利用水壩上的水力發電機來產生電力。
3. 防洪：運河的一部份。

堤壩一般都建於狹窄的谷地，因為兩岸的山坡可以作為水庫的天然圍牆，而水壩的長度也可大大縮短。興建之前，將被水淹沒的地帶的民居和古蹟需要被移到其他地方。

## 最早水壩
世界已知最早的大坝是在公元前三千年興建，位在約旦的爪哇大坝，在首都安曼東北方約100公里。此重力坝原高9公尺，由50公尺寬的土城墙支持。
中国历史上有文字记载最早的大坝是建于公元前598～前591年间的安徽省寿县的安丰塘坝，坝高6.5米，库容约9070万立方米，至今运行了2,600多年，和都江堰、漳河渠、郑国渠合稱為中国古代四大水利工程。

## 分类

### 按受力情况
按坝的受力情况分为：
1. 重力坝：利用坝体自身重量来抵抗上游水压力并保持自身稳定。
2. 拱坝：在平面上呈凸向上游的拱形挡水建筑物，借助拱的作用将水压力的全部或部分传到河谷两岸的基岩上。
3. 支墩坝：坝体传导压力至支墩、基座乃至地面，借以抵抗水压。

### 按筑坝材料
按筑坝材料分为：土石坝（土坝、堆石坝、砌石坝）、混凝土坝、钢筋混凝土坝、橡胶坝、钢闸门坝等。

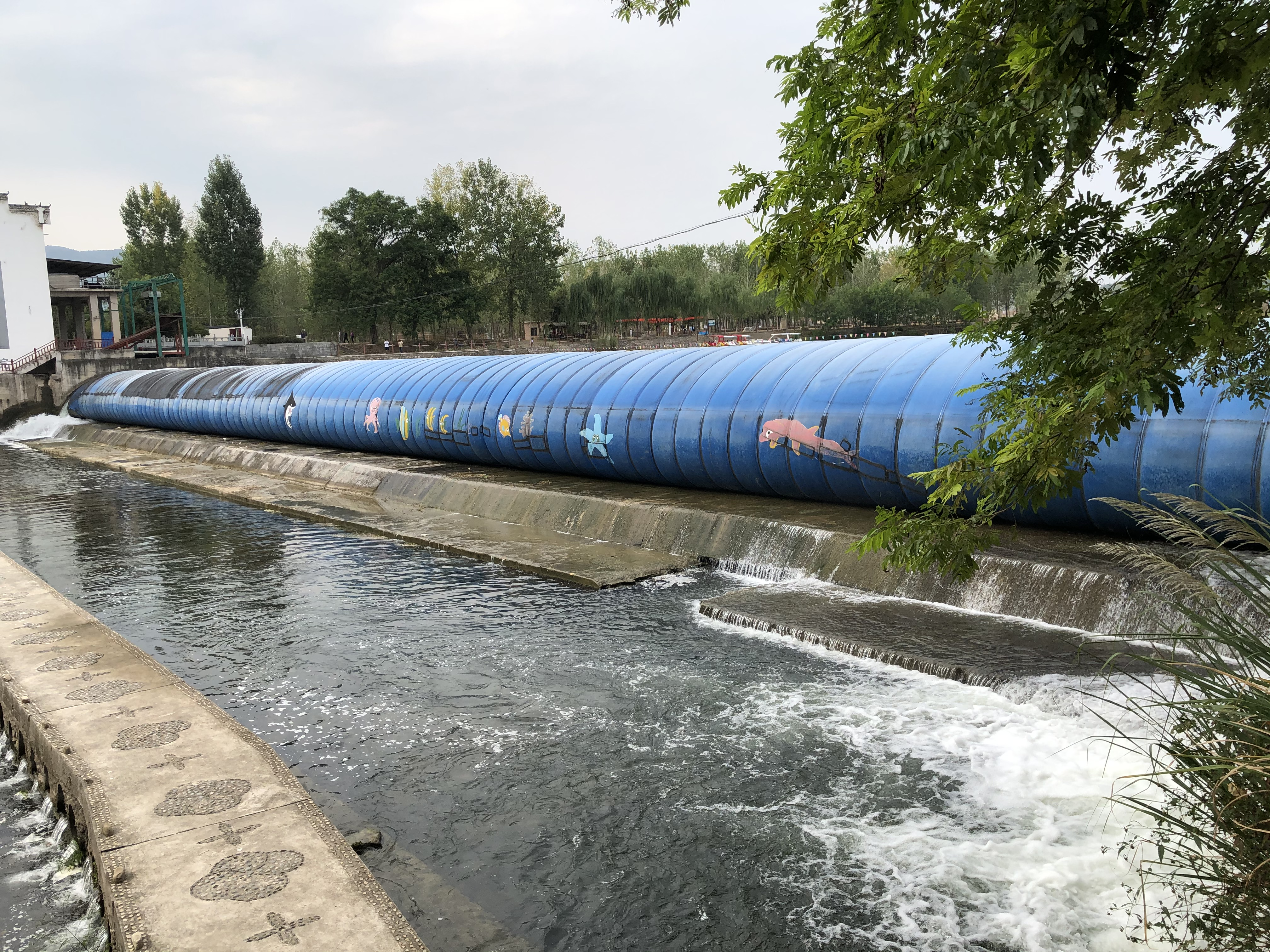
湖北省远安县一个橡胶坝

#### 土石坝
土石坝是用土或石头建造的宽坝，断面一般为梯形。因为底部承受的水压比顶部的大的多，所以底部较顶部宽。土石坝多是横越大河建成的，用的都是既普通又便宜但具有较好不透水性的材料。由于物料较松散，能承受地基的动摇。但水会慢慢渗入堤坝，降低堤坝的坚固程度。因此，工程师会在堤坝表面加上一层防水的黏土；或在坝体内修筑透水性更小的防渗层（防渗层有心墙和斜墙两种类型）；或设计一些通道，让一部分的水流走。

#### 混凝土坝
混凝土坝多用混凝土建成，通常建筑在深而窄的山谷，因为只有混凝土才能承受堤坝底部的高水压，是最广泛应用的坝型，如建在岩基上，高度可达200米以上。混凝土坝可以细分为混凝土重力坝，混凝土拱坝，混凝土支墩坝等。混凝土坝的主要特点是利用自身的重量来支撑水体压力。混凝土重力坝为减少坝内应力及便于坝体散热，坝内一般会建结构缝，结构缝很宽的坝被称为宽缝重力坝。坝体筑成空腔的称为空腹坝，腔内一般做水电厂房。

### 按过水方式
按过水方式溢流坝、非溢流坝。

### 按大小
坝高超过15米，或者库容超过300万立方米、坝高在5米以上的坝为大壩（large dam），不足者为小坝。坝高超过150米为主力坝（major dam）。

### 按施工方式
按施工方式不同，分为冲填坝、抛石坝、浇注的混凝土坝、碾压混凝土坝。

### 按用途
- 副坝（saddle dam或auxiliary dam），在水库主坝以外的周边山地的鞍部，如果高程低于水库蓄水位或保证水位，需要建副坝在此挡水。
- 滚大坝或溢流堰（weir），用于控制水流走向或流量分配。
- 节制坝（英语：Check dam）（check dam），用于控制水流速度不能过高、抑制土壤流失，或者增加水流迂曲以沉淀水沙等目的而修建的小坝。
- 丁字坝（英语：Wing dam）（wing dam），与节制坝相反，丁字坝走向是深入河道，用来使水流集中在河道中心以增加流速、刷深河床、抑制泥沙沉积、也有利于增加航道水深；同时靠近河岸的流速迂缓，避免水流冲刷河岸。美国密西西比河建有数千座丁字坝以保持通航所需水深。丁字坝在中国也是十分普遍的河工建筑。
- 乾坝（dry dam）横跨水流，但是没有闸门。平时水流穿过坝体的泄水洞流向下游，不产生积水，因此称之为“乾”坝。在洪水时，由于能通过坝体下泄的流量有限，起到了限制洪水通过的作用
- 导流坝（英语：Diversion dam）（diversion dam），把水流引向人工水道，用于灌溉或引水发电等目的。
- 尾矿坝（tailing dam），用于保存选矿后的矿渣的尾矿库的坝体。[4]
- 围堰（cofferdam）用于工程施工时修筑水下基础时，用挡水材料围住施工区，抽空其中的水。

## 壩潰

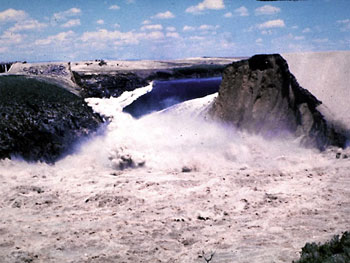
特頓壩的壩潰

說明工程及設備有危險性力量的國際專用標誌

若水坝的結構破壞或是顯著受損，壩潰一般會演變成災難。對於排水道及較大水庫的常規性变形监测及滲漏监测有助於提早發現問題，在結構失效前進行補救措施。大部份水坝管理機制會讓此時水坝的水位降低，甚至會將水排出。另一種作法則是在較脆弱的石上用矽酸鹽水泥進行压力灌浆。
在戰爭時，若水坝受破壞後，會對人口及環境造成大幅衝擊，因此水坝視為「具有危險力量的設施」。因此在國際人道法中規定，若攻擊水坝會造成大量平民傷亡時，禁止將水坝當作攻擊目標。為了便於識別，會依照國際人道法的規定，在水坝上放上有三個橘色圓圈的保護標誌。
壩潰的主要原因有泄洪能力的不足、溢洪道设计错误（南佛克壩）、因為考查不足及水位變化造成的地質不穩定（瓦伊昂大坝、马尔帕塞拱坝、Testalinden湖坝）、維護不當，特別是出水口（Lawn湖坝、Val di Stava壩崩塌事故）、大量的降雨（Shakidor坝）、地震造成、人為、電腦或設計的失誤（布法罗克里克洪水、Dale Dyke水庫、Taum Sauk抽水蓄能电站）
在國際人道法實施之前，第二次世界大戰時曾有軍隊攻擊水坝的行為，英國皇家空軍的第617中队曾攻擊德國的水坝，任務代號“Operation Chastise”（惩戒行动），當時選定了德國的三個水坝攻擊，目的是在破壞德國在鲁尔河及埃德河沿岸的基礎建設、製造業以及電力供應。這次攻擊也成為許多電影的主題。

## 世界十大已建、在建高坝

### 世界十大已建高坝
| 名称         | 高度             | 类型           | 建成时间 | 国家   | 河流       |
| ------------ | ---------------- | -------------- | -------- | ------ | ---------- |
| 锦屏一级大坝 | 305（1,001英尺） | 混凝土拱坝     | 2013     | 中国   | 雅砻江     |
| 努列克坝     | 304（997英尺）   | 土石坝         | 1980     |        | 瓦赫什河   |
| 两河口大坝   | 295（968英尺）   | 心墙堆石坝     | 2023     | 中国   | 雅砻江     |
| 小湾大坝     | 294.5（966英尺） | 混凝土拱坝     | 2010     | 中国   | 澜沧江     |
| 白鹤滩大坝   | 289（948英尺）   | 混凝土双曲拱坝 | 2021     | 中国   | 金沙江     |
| 溪洛渡大坝   | 285.5（937英尺） | 混凝土拱坝     | 2013     | 中国   | 金沙江     |
| 大迪克桑斯坝 | 285（935英尺）   | 混凝土重力坝   | 1964     | 瑞士   | 迪克桑斯河 |
| 英古里坝     | 271.5（891英尺） | 混凝土拱坝     | 1987     |        | 英古里河   |
| 尤素費里壩   | 270（890英尺）   | 混凝土拱壩     | 2021     | 土耳其 | 喬魯赫河   |
| 乌东德大坝   | 265（869英尺）   | 混凝土双曲拱坝 | 2021     | 中国   | 金沙江     |

### 世界十大在建及規劃中高坝
| 名称                 | 高度             | 类型             | 国家     | 河流         |
| -------------------- | ---------------- | ---------------- | -------- | ------------ |
| 罗贡坝               | 335（1,099英尺） | 土石坝           |          | 瓦赫什河     |
| 巴赫蒂亚里坝         | 315（1,033英尺） | 混凝土拱坝       | 伊朗     | 巴赫蒂亚里河 |
| 双江口大坝           | 314（1,030英尺） | 心墙堆石坝       | 中国     | 大渡河       |
| 松塔大坝             | 313（1,027英尺） | 混凝土双曲拱坝   | 中国     | 怒江         |
| 布拉西河汊煤浆蓄水坝 | 290.7（954英尺） | 压实煤矸石坝     | 美国     | 煤河         |
| 龙盘大坝             | 276（906英尺）   | 混凝土双曲拱坝   | 中国     | 金沙江       |
| 坎巴拉塔一号坝       | 275（902英尺）   | 土石坝           |          | 纳伦河       |
| 迪阿莫－巴沙水坝     | 272（892英尺）   | 碾压混凝土重力坝 | 巴基斯坦 | 印度河       |
| 達蘇水壩             | 242（794英尺）   | 碾压混凝土重力坝 | 巴基斯坦 | 印度河       |
| 安塔米納尾礦壩       | 240（790英尺）   | 混凝土面板堆石壩 | 秘魯     | Ayash River  |

## 參看
- 水库
- 船閘
- 灌浆帷幕（英语：Grout curtain）
- 冰坝（英语：Ice dam）
- 充气橡胶坝
- 世界大壩列表（英语：List of largest dams in the world）
- 水壩和水庫列表（英语：List of dams and reservoirs）
- 潮汐堰坝列表（英语：List of tidal barrages）
- 世界高坝列表
- 溢洪道
- 水壩的環境影響
- 台灣水壩列表

## 备注
1. ↑  共有两个设计方案正在考虑：一个方案高度为335（1,099英尺），另一个方案高度为280－300（984英尺）。
2. ↑  前苏联时代的未完成项目。

## 外部連結
- Asphalt Core for Embankment Dams
- Structurae: Dams and Retaining Structures （页面存档备份，存于）
- DeltaWorks.Org  （页面存档备份，存于） - DeltaWorks; Many dams and barriers to prevent flooding of the Netherlands by the North-Sea.
- The Ballad of Ecological Awareness （页面存档备份，存于）（pdf）
- "Design of Small Dams", US Bureau of Reclamation, 65MB pdf
- University of Washington Libraries Digital Collections Freshwater and Marine Image Bank -- Dams[永久] An ongoing collection of images related to dams.
- "Dam science" （页面存档备份，存于）